# From Hell to Texas
From Hell to Texas is een Amerikaanse western uit 1958 onder regie van Henry Hathaway. Destijds werd de film in Nederland uitgebracht onder de titel Jacht op een scherpschutter.

## Verhaal
De cowboy Tod Lohman doodt per abuis de zoon van een machtig grootgrondbezitter. Hij wordt achtervolgd door diens woedende zoons. Tod zoekt bescherming op de boerderij van Amos Bradley en hij laat er zijn oog vallen op zijn dochter Juanita. Hij is echter ook beducht voor het ogenblik dat hij zal worden ontdekt door zijn achtervolgers.

## Rolverdeling
| Acteur            | Personage          |
| ----------------- | ------------------ |
| Don Murray        | Tod Lohman         |
| Diane Varsi       | Juanita Bradley    |
| Chill Wills       | Amos Bradley       |
| Dennis Hopper     | Tom Boyd           |
| R.G. Armstrong    | Hunter Boyd        |
| Jay C. Flippen    | Jake Leffertfinger |
| Margo             | Mevrouw Bradley    |
| John Larch        | Hal Carmody        |
| Ken Scott         | Otis Boyd          |
| Rodolfo Acosta    | Bayliss            |
| Salvador Baguez   | Cardito            |
| Harry Carey jr.   | Trueblood          |
| Jerry Oddo        | Morgan             |
| José Torvay       | Miguel             |
| Malcolm Atterbury | Receptionist       |